# جوزيف سبينس
جوزيف سبينس (بالإنجليزية: Joseph Spence)‏ هو عازف قيثارة باهاماسي، ولد في 3 أغسطس 1910 في Andros, The Bahamas ‏ في باهاماس، وتوفي في 18 مارس 1984 في ناساو في باهاماس.

## وصلات خارجية
- جوزيف سبينس على موقع ميوزك برينز (الإنجليزية)
- جوزيف سبينس على موقع ديسكوغز (الإنجليزية)